# Посылаев, Эдуард Вячеславович
Эдуа́рд Вячесла́вович Посыла́ев (15 декабря 1966, Таганрог, Ростовская область) — советский и российский футболист, защитник.

## Карьера
Воспитанник таганрогского «Торпедо». С 1986 по 1989 год выступал за ростовский СКА, провёл 121 матча, забил 3 гола. С 1990 по 1991 играл в «Ростсельмаше», в 64 встречах отличился 4 раза.
В 1992 году дебютировал в Высшей лиге России за «Ростсельмаш», где затем выступал до 1993 года, проведя за это время 40 матчей и забив 1 мяч в чемпионате, и ещё сыграв 10 встреч и забив 2 гола за «Ростсельмаш-д».
Сезон 1994 года начал в «Ладе» принял участие в 11 матчах команды, после чего пополнил ряды сочинской «Жемчужины», где и доиграл сезон, проведя 1 встречу.
С 1995 по 1996 год выступал за любительский клуб СКИФ из Ростова-на-Дону. С 1997 по 1998 год снова был в составе «Жемчужины», сыграл 2 матча, забил 1 мяч.
В 1998 году выступал за «Кубань», принял участие в 11 играх команды, забил 1 гол. Сезон 2001 года провёл в шахтинском «Шахтёре», за который сыграл 12 матчей.